# Corrida de sortija

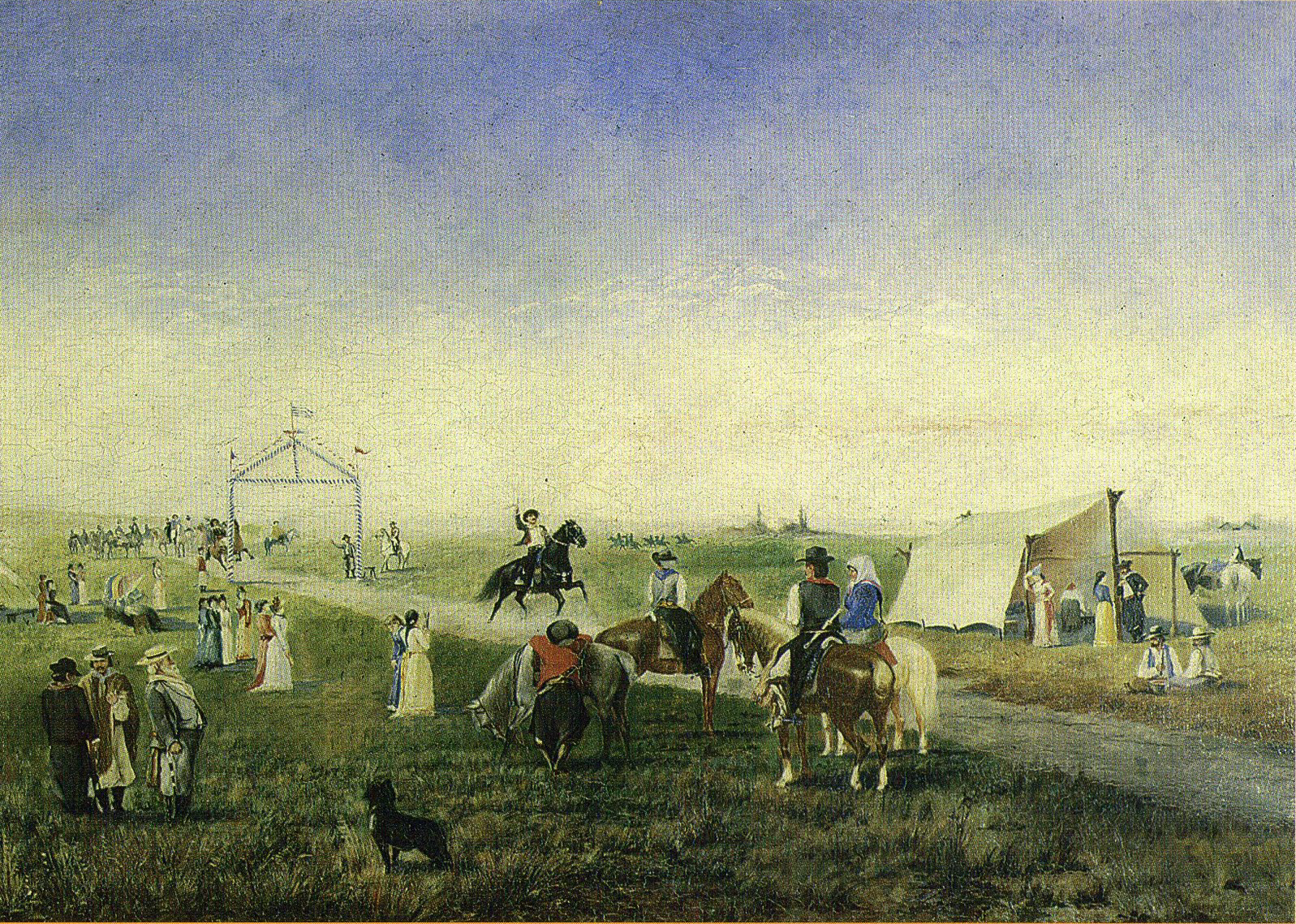
Óleo del pintor costumbrista uruguayo Horacio Espondaburu que retrata la práctica de este juego.

La corrida de sortija es un antiguo juego ecuestre practicado en Europa durante la Edad Media, norte de África y el campo rioplatense. En esta última zona está asociado a la tradición gaucha y aún es practicado en algunas partes de Argentina, Bolivia, Uruguay y Paraguay.

## Origen

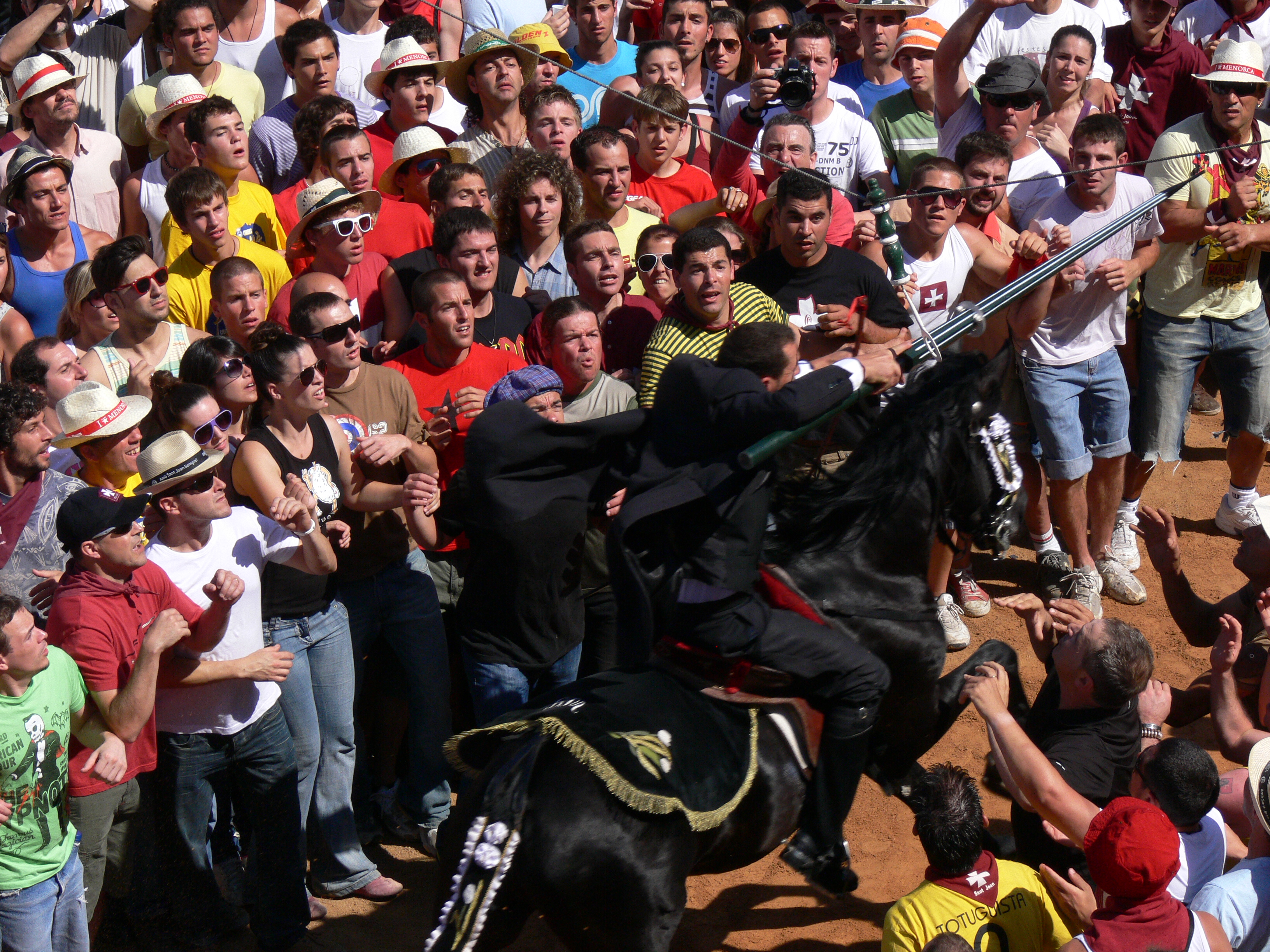
Práctica actual de este juego en las Fiestas de San Juan realizadas en Ciudadela (España).

Si bien su origen concreto es desconocido, se tienen noticias del mismo desde el medievo europeo, en el llamado torneo medieval, donde se celebraban todo tipo de juegos, justas y ejercicios ecuestres.
El juego es también popular en la zona norte de África.
Aparece mencionado por Miguel de Cervantes en su obra "El coloquio de los perros" (Novelas ejemplares), publicadas en 1613, del siguiente modo:

...y sobre ella puso una figura liviana de un hombre con una lancilla de correr sortija, y enseñóme a correr derechamente a una sortija que entre dos palos ponía;...

En un diccionario de lengua española de 1734 se define este juego como:

Fiesta de a caballo, que se ejecuta poniendo una sortija de hierro de tamaño de un ochavo segobiano, la cual esta encajada en otro hierro, de donde se puede sacar con facilidad, y este pende de una cuerda o palo a tres o cuatro varas alto del suelo: y los Caballeros o personas que la corren, tomando la debida distancia, a carrera, se encaminan a ella, y el que con la lanza se la lleva, encajandola en la sortija, se lleva la gloria del mas diestro y afortunado.

## El juego en la región delRío de la Plata

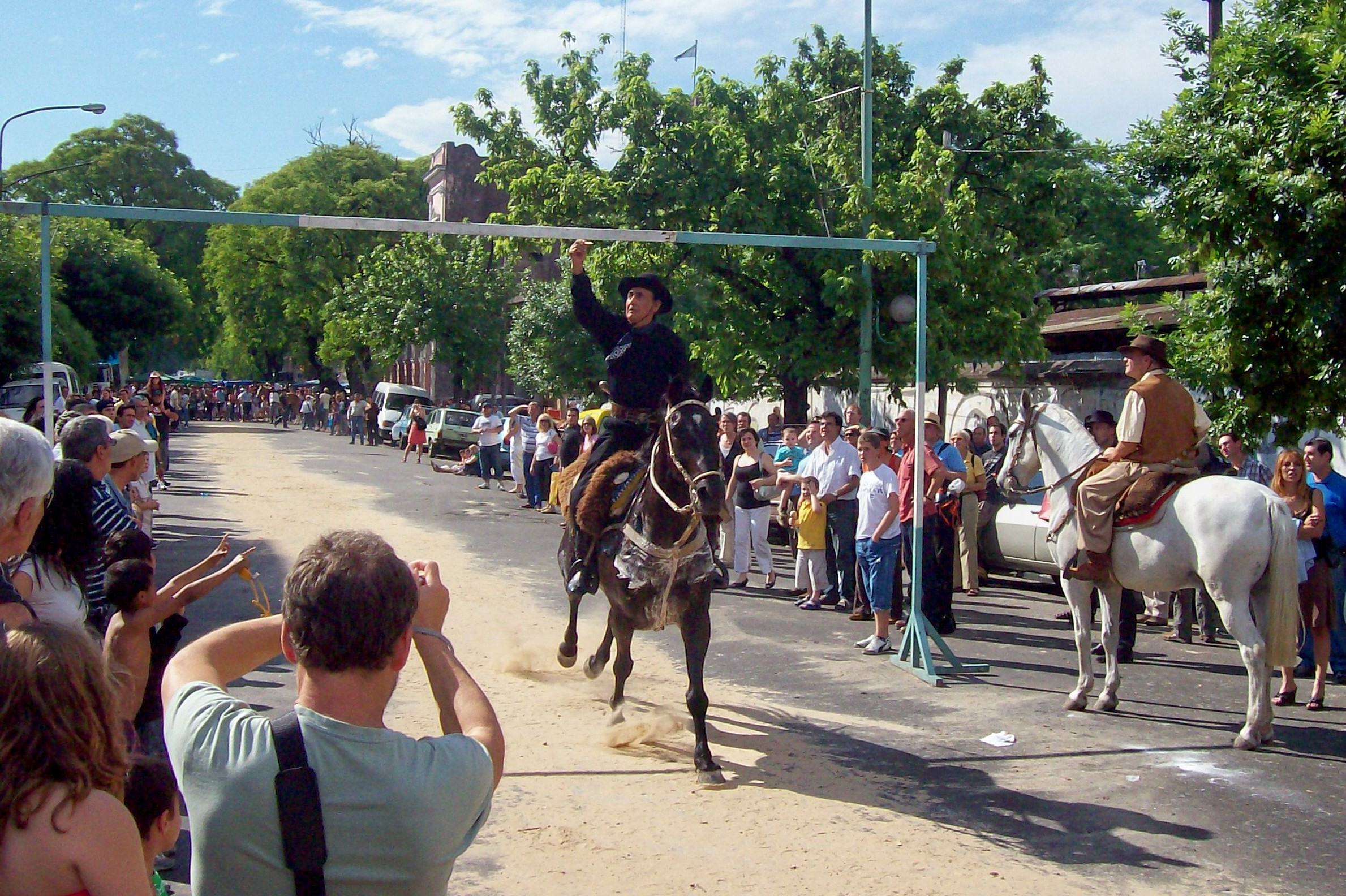
Actualmente es común ver la práctica de este juego en la Feria de Mataderos, Buenos Aires

En un arco de 2 a 3 metros de altura cuelga una sortija o argolla: el jinete debe embocar un palillo o puntero, que lleva en su mano, dentro de la sortija arrancando su carrera desde una distancia de aproximadamente 100 metros, parándose sobre los estribos y con el brazo en alto. En ocasiones se acostumbra que el gaucho que tome la sortija se la de a la mujer de su preferencia.
A veces los competidores se dividen en dos grupos en línea y a la señal parten de a uno alternativamente desde uno y otro grupo. El público observa a ambos lados de los corredores.
Thomas J. Hutchinson, médico y geógrafo que se hizo cargo del consulado británico en la ciudad de Rosario entre 1861 y 1868, describió el juego del siguiente modo: 

La sortija es en la actualidad el deporte más frecuente del gaucho, y se ve en carnaval y otros días festivos. Se juega como sigue: en la plaza principal de la capital, y a eso de las cinco de la tarde, se verán plantados en el centro de la calle más importante, o en la Plaza Mayor, dos postes verticales de madera, de poco más o menos diez pies de altura, cruzados por una viga.
En el medio de esta viga atravesada, y por debajo, está suspendida flojamente una pequeña sortija, no más grande que un anillo de boda. Un gaucho, galopando rápidamente por debajo de ella, debe llevarse la sortija en un trozo de ramita, tan gruesa como un lápiz común o una lapicera. Fracasan muchas veces porgue no basta hacerla saltar sin retenerla en el palito. Pero, por supuesto, se logran muchos triunfos, y cada uno es aclamado por un "¡Viva!" "¡Viva!".

En la ciudad de Buenos Aires es posible observar el espectáculo los fines de semana en el barrio de Mataderos durante el desarrollo de la tradicional feria homónima.

## Europa

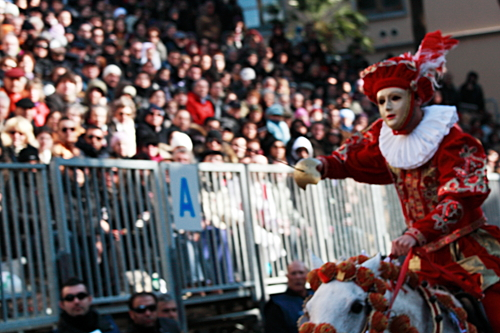
Llamado "sartiglia" este juego se realiza en Oristán (Italia).

Actualmente se conserva esta tradición en la Fiesta de Sant Joan de Ciudadela (España) que se celebra desde la conquista de la isla de Menorca por la Corona de Aragón en el siglo XIII, así como en la ciudad sarda de Oristán durante sus carnavales. Ambas ciudades se encuentran hermanadas desde 1991 por compartir este ancestral juego ecuestre.